# Košická rychlodráha

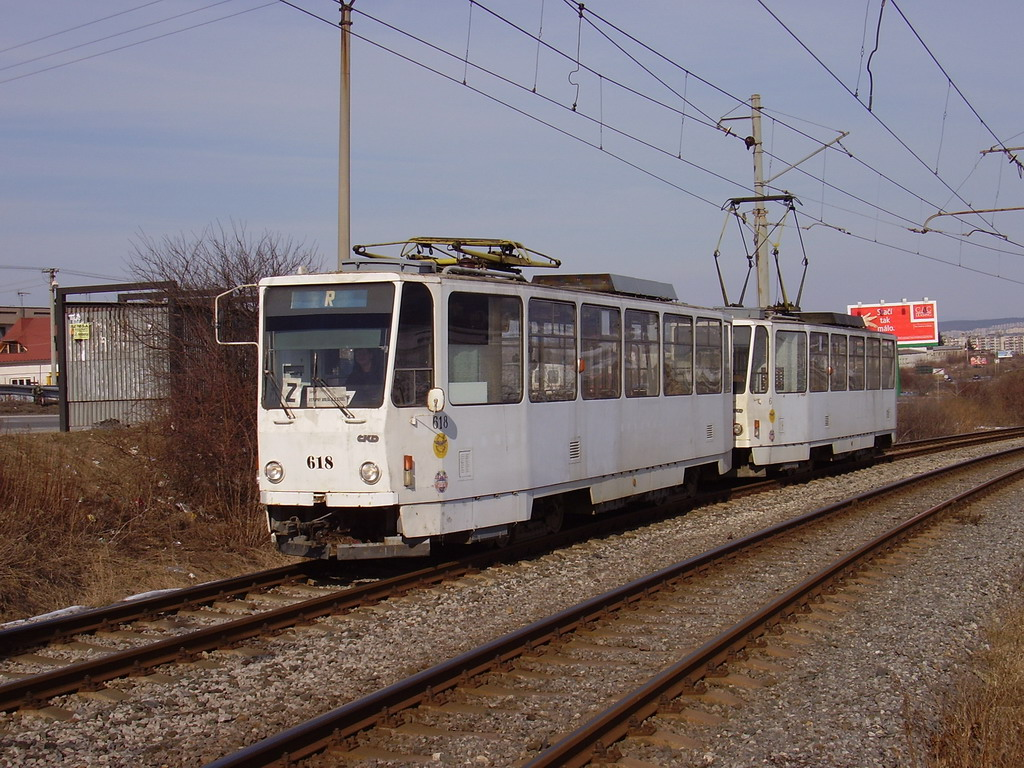
Souprava tramvají Tatra T6A5 na rychlodráze vjíždí na zastávku v Pereši

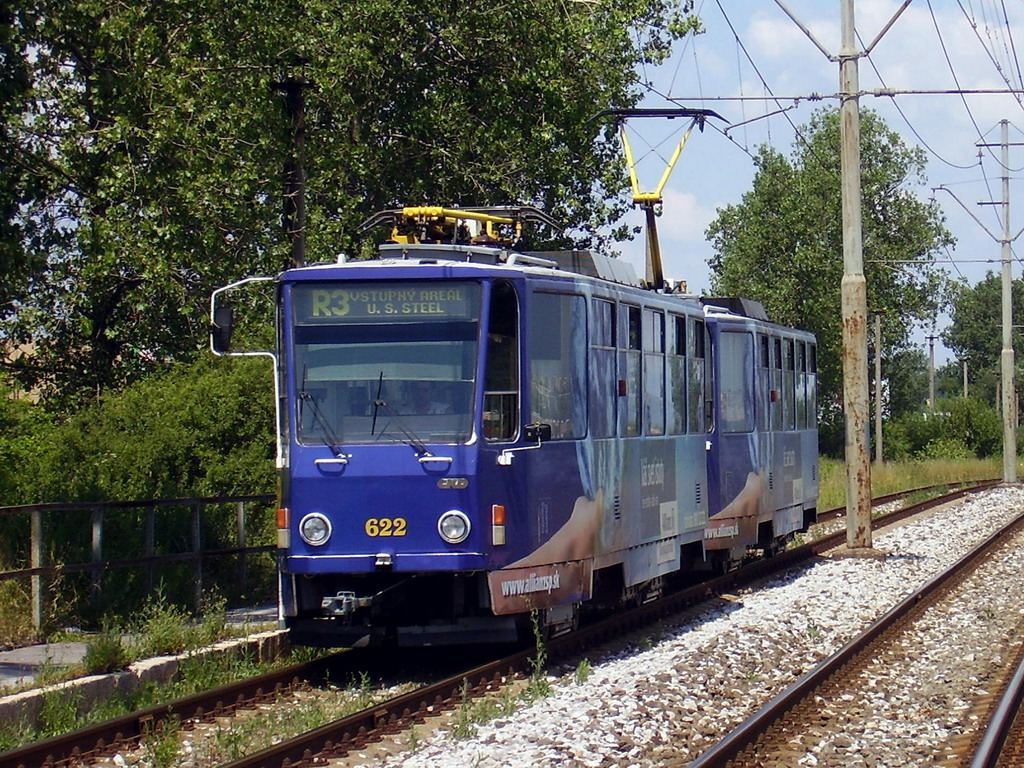
Souprava tramvají T6A5 na rychlodráze

Košická rychlodráha je rychlodrážní tramvajová trať, součást košické tramvajové sítě. Trať provozuje Dopravný podnik mesta Košice (DPMK) a vede z Košic do areálu železáren v okrajové městské části Šaca.

## Historie
Výstavba tratě začala dne 1. dubna 1961, uvedena do provozu byla 7. listopadu 1964. Její délka je více než 13 kilometrů, má 7 zastávek. Tramvajová rychlodráha byla vybudována pro potřebu každodenní přepravy více než 24 000 zaměstnanců tehdejších východoslovenských železáren z centra města a nově vybudovaného sídliště Nové Mesto. Kromě samotné rychlodráhy byla postavena i trať z ulice Československé armády kolem Nové nemocnice přes Nové Mesto. O dva roky později bylo realizováno propojení Štúrovy ulice a rychlodráhy přes Moldavskou ulici a roku 1988 i propojení sídliště Nad jazerom přes Alejovou ulici. 
Kvůli tramvajové dopravě byla v roce 1965 uvedena do provozu nová vozovna v Bardejovské ulici. Vybudování rychlodráhy zastavilo dosavadní postupný útlum tramvajové dopravy v Košicích, které hrozilo úplné zrušení. Do té doby se postupně zrušilo několik úseků, například od Stadionu Lokomotivy do Čermeľu, od Stadionu Lokomotivy do Ťahanovců, trať na Masarykově a Engelsově ulici a všechny tratě nákladní dopravy.

## Provoz
V roce 1979 se začaly používat na rychlodráze třívozové soupravy tramvají Tatra T3, což byl v Československu unikát. Ty byly ale kvůli snížení přepravního objemu na rychlodráze a stoupajícím nákladům postupně do roku 2001 zrušeny. V roce 1989 začala na rychlodráze jezdit tříčlánková vozidla Tatra KT8D5, v roce 1994 standardní tramvaje Tatra T6A5, od roku 2003 jezdí na trati i rekonstruované vozy KT8D5R.N2.
Na rychlodráze jezdí linky 5 (částečně) a R1–R8. Platí zde běžný tarif pro spoje jako v rámci města Košice. Téměř celá trať vede souběžně s rychlostní komunikací – hlavním tahem na Rožňavu, Zvolen a Bratislavu. Na trati se, včetně konečné, nachází celkem sedm zastávek:
- Moldavská, OC
- OC Optima
- Perešská (přestupní uzel)
- Poľov, rázcestie
- Ludvíkov Dvor
- Valcovne U. S. Steel
- Vstupný areál U. S. Steel

Do roku 2023 byly stálé zastávky jen čtyři, ostatní byly na znamení. V minulosti nebyly některé zastávky obsluhované všemi spoji. Charakteristika rychlodráhy a potřeba přepravit velké množství lidí ve stejnou dobu (střídání směn v závodě U. S. Steel Košice) nárazově způsobuje vysoké vytížení tratě, kvůli kterému se toto opatření zavedlo. To bylo nahrazeno zavedením zastávek na znamení, které se zároveň začaly uplatňovat i na méně exponovaných místech v celém městě. Od roku 2023 jsou na znamení všechny zastávky v Košicích. Celou trasu rychlodráhy projedou tramvaje za 15 minut, v případě nevyužití zastávek na znamení je jízdní doba mezi první a poslední zastávkou 11 minut.
Maximální povolená rychlost tramvají je slovenskými normami stanovena na 65 km/h, interním nařízením DPMK je upravena na 60 km/h, ve výhybně na 30 km/h.
Projekt integrované kolejové dopravy KORID mimo jiné počítá s odbočkou z rychlodráhy na letiště, ve studii se také objevila dávno navrhovaná odbočka do Šace. Momentálně však neprobíhají žádné přípravné práce v souvislosti s navrhovanými změnami.